# The Muppet Movie
The Muppet Movie (br: Muppets - O Filme; pt: As Aventuras dos Marretas) é o filme estadunidense do gênero comédia musical de estrada e o primeiro filme dos Muppets, lançado em 1979, o filme foi dirigido por James Frawley e produzido por Jim Henson, e seu roteiro foi concebido pelos roteiristas de The Muppet Show, Jerry Juhl e Jack Burns. o filme retrata Kermit, o Sapo enquanto ele embarca em uma viagem de pântano à Hollywood. Ao longo do caminho, ele encontra vários dos Muppets - que compartilham a mesma ambição de obter sucesso no show business profissional - enquanto são perseguidos por Doutor Hopper, um mau restaurador com a intenção de empregar Kermit como porta-voz dos seus negócios de pernas de sapo.
Notável por seu Humor absurdo, meta-referências e uso intensos de Participações especiais, The Muppet Movie foi lançado no Reino Unido em 31 de maio de 1979[carece de fontes?] e nos Estados Unidos em 22 de junho de 1979, e recebeu elogios da crítica, incluindo duas indicações ao Oscar. Em 2009, o filme foi considerado "cultural, histórico ou esteticamente significativo" pela Biblioteca do Congresso e selecionado para preservação no National Film Registry. O sucesso do filme fez com que vários outros filmes dos muppets fossem lançados como The Great Muppet Caper (1981), The Muppets Take Manhattan (1984), The Muppet Christmas Carol (1992), Muppet Treasure Island (1996), Muppets from Space (1999), The Muppets (2011) e Muppets Most Wanted (2014).
The Muppet Movie foi produzida pela ITC Films e Henson Associates, distribuído pela Associated Film Distribution. Mas a propriedade e os direitos autorais do filme são controlados pela Disney (a proprietária do The Muppets Studio).

## Sinopse
Após um encontro casual com um caçador de talentos, Caco decide ir para Hollywood buscar espaço no show business. Fozzie, Gonzo e Miss Piggy juntam-se a ele, na esperança de também se tornarem grandes astros. No caminho, porém, Caco acaba nas mãos do Doutor Hopper, um perigoso dono de uma rede de restaurantes.

## Elenco
- Charles Durning como o vilão Doc Hopper.[8]
- Austin Pendleton como Max, o motorista de Doc Hopper.[8]
- Mel Brooks como Prof. Krassman.[8]
- Dom DeLuise como Empresário.[8]
- Elliot Gould como Anunciador do vencedor de concurso de beleza.[8]
- Milton Berle como Mad Man Mooney.[8]
- James Frawley como Garçom de El Sleezo.[8]
- Edgar Bergen como Juiz e Charlie McCarty.[8]
- James Coburn como Proprietário do El Sleezo.[8]
- Bob Hope como Vendedor de Sorvete.[8]
- Madeline Kahn como Patroa de El Sleezo.[8]
- Carol Kaine como Mito (Quando Caco dizia ´´Isto é um mito`` ela aparecia perguntando ´´Chamou?``).[8]
- Cloris Leachman como Secretaria do Lew Lord.[8]
- Steve Martin no papel Garçom Romântico.[8]
- Richard Pryor como um Vendedor de Balões.[8]
- Telly Savallas como Patrão de El Sleezo.[8]
- Orson Welles como Lew Lord.[8]
- Paul Williams como Pianista de El Sleezo.[8]
- Melinda Dillon como Mulher com Balão (sem créditos)

## Produção

### Desenvolvimento
O principal obstáculo que os cineastas enfrentaram durante o desenvolvimento do The Muppet Movie foi se os Muppets iriam fazer a transição perfeita da televisão para o cinema. Em 1978, o diretor James Frawley, Jim Henson e Frank Oz filmaram vários testes de câmera em Londres para testar como os personagens apareceriam em locais do mundo real. Austin Pendleton lembrou que o filme foi filmado em "um cenário muito infeliz, porque Jim [Frawley] estava muito infeliz dirigindo esse filme. E notei que era a única vez que os donos dos Muppet usava uma pessoa de fora para dirigir um filme [dos] Muppet. Eles nunca fizeram isso de novo. Depois disso, foi Jim Henson ou Frank Oz, E eu gostaria de estar em um desses, porque esses cenários eram muito harmoniosos. Mas isso [para ele] não foi. Os locais de filmagem incluíram Albuquerque no Novo México.
Para dublar o Kermit sentado em um tronco, Henson se espremeu em um recipiente de metal especialmente projetado, completo com uma mangueira de ar (para respirar), uma manga de borracha que saiu do topo para dublar o Kermit e um monitor para ver seu desempenho, e se colocou sob a água, o tronco e o boneco de Kermit. Ele também foi assistido nesta operação por Kathryn Mullen e Steve Whitmire, Essa cena levou cinco dias para filmar. Antes disso, nenhum filme tinha um boneco de mão com o corpo inteiro aparecendo na tela. Ou seja, bonecos de mão eram vistos apenas da cintura para cima, e tornou-se um ponto importante na trama mostrar Kermit com as pernas. Para que Kermit andasse de bicicleta em uma foto de corpo inteiro, um boneco de Kermit com pernas foi posicionado no assento e suas pernas e braços foram presos aos pedais e guidão. Uma ponte rolante com um sistema de marionete segurava a bicicleta por fortes cordas invisíveis para a câmera, guiando a bicicleta para a frente. O guindaste e o sistema estavam fora do quadro de visão da câmera.

### Estilo
The muppets Movie usa metalinguagem como sua fonte principal de humor, pois os personagens ocasionalmente quebram a quarta parede para abordar o público ou comentar sobre as circunstâncias da vida real. Em uma cena, Kermit e Fozzie encontram Garibaldo na estrada, oferecendo-lhe uma carona para Hollywood, mas ele se recusa, indo para Nova York para entrar na televisão pública, referenciando o papel do personagem na Vila Sésamo.[carece de fontes?] O vilão Doc Hopper é uma paródia de Harland Sanders, fundador da rede de lanchonetes KFC.
Em uma reviravolta particularmente meta-ficcional, Kermit e Fozzie, na verdade, dão o roteiro ao Dr. Teeth, que mais tarde o usa para encontrá-los e resgatá-los depois de ficarem presos no deserto.[carece de fontes?]

### Trilha Sonora
A música do filme foi escrita por Kenneth Ascher e Paul Williams. Sobre a composição da música, Williams disse; "Jim Henson deu a você mais liberdade [criativa] do que qualquer pessoa com quem já trabalhei na vida. Eu disse: 'Você quer ouvir as músicas enquanto as escrevemos?' Ele disse: "Não. Eu os ouvirei no estúdio. Eu sei que vou amá-los." Você simplesmente não tem esse tipo de liberdade em um projeto atualmente."

## Lançamento
Teve uma estreia especial no Leicester Square Theatre, em Londres, em 31 de maio de 1979, com a participação da princesa Anne.
Em comemoração aos 40 anos do filme, The muppet Movie voltou aos cinemas por dois dias, em 25 e 30 de julho de 2019. Hoje em dia você pode assistir este e todos os filmes dos muppets no serviço de streaming Disney+.

### Marketing
Em maio de 1979, a CBS transmitiu The Muppets Go Hollywood, um especial de televisão de uma hora que promoveu o lançamento do filme The Muppet Movie. Em abril, o filme foi promovido ainda mais quando os Muppets organizaram o The Tonight Show. Além disso, uma adaptação do livro The Muppet Movie, escrita por Steven Crist, foi publicada pela Peacock Press e Bantam Books.

### Mídia doméstica
The Muppet Movie foi o primeiro filme da ITC Entertainment a ser lançado em VHS quando a Magnetic Video o publicou em maio de 1980, tendo adquirido os direitos de vídeo dos filmes da ITC. Foi reeditado em 1982 e 1984 pela CBS/Fox Video. Em 1993, o Buena Vista Home Video relançou o filme com o selo Jim Henson Video.
Após a aquisição do filme pela Disney como parte da franquia principal dos Muppets, o filme foi reeditado foi relançado pela Walt Disney Home Entertainment em DVD em novembro de 2005, como parte da linha da edição de 50 anos do Kermit (Kermit's 50th Anniversary Edition). O Walt Disney Studios Home Entertainment lançou o filme como quase 35º aniversário em Blu-ray e DVD em agosto de 2013.
Lançamento do Brasil
No Brasil, Muppets, o Filme foi lançada em VHS da década de 1980, distribuída e dublada originalmente pela VTI Home Vídeo, inclusive as músicas do filme cantados em português.
Em 2005, o filme foi redublado pelo estúdio Delart e foi lançado em DVD pela Walt Disney Home Entertainment (Desde que a The Walt Disney Company comprou os direitos da franquia Muppets em 2004).

## Recepção

### Bilheteria
O filme provou ser um grande sucesso nas bilheterias durante o verão de 1979 e acabou arrecadando $ 65.657.000 nos Estados Unidos e no Canadá, Se tornando o décimo filme de maior bilheteria do ano. O sucesso do filme do incentivou Lew Grade a promover sua própria empresa de distribuição de filmes, que mais tarde saiu pela culatra com as enormes falhas de bilheteria de Can't Stop the Music (da EMI) e Raise the Titanic (da ITC), ambos lançados pela Associated Film Distribuição apenas um ano depois.

### Resposta crítica
No agregador de críticas Rotten Tomatoes o filme possui uma aprovação de 88%,com uma pontuação média de 8/10, com base em 48 avaliações. O consenso do site diz que "The Muppet Movie, a estréia na tela grande das criações macias de Jim Henson, é inteligente, alegre e divertido para todas as idades". No Metacritic o filme tem uma aprovação de 74/100 em uma escala de 0 à 100 indicando "avaliações geralmente favoráveis".
Roger Ebert, do Chicago Sun-Times, deu ao filme três e meia de quatro estrelas. Em sua crítica favorável, ele ficou fascinado por " The muppet Muppet não apenas estrelar os Muppets, mas, pela primeira vez, nos mostrar seus pés". Vincent Canby, do The New York Times, ofereceu elogios iguais, afirmando que o filme "demonstra mais uma vez que sempre há espaço nos filmes para proporcionar uma amabilidade desenfreada quando é governado pela inteligência e inteligência". Richard Collins para a revista McLean declarou que The Muppet Movie "traz todas as emoções, risos e emoções de um circo para o cinema". a versão para rádio da revista Time aclamou a direção de James Frawley dizendo que ele "impõe uma ordem agradável" e também deu uma crítica positiva as dublagens de Henson e de Frank Oz e completou sua revisão dando 4 de 5 estrelas ao filme. O Film4 o proclamou como o melhor filme de comédia de 1979.
No entanto o filme ainda recebeu avaliações negativas com o Q rede de cinema dizendo que "enquanto The Muppet Movie é certamente divertido, a mudança para uma narrativa coerente, linear e de longa metragem priva o filme da inanidade brilhantemente estruturada do programa." A Time Out não gostou do filme e ainda o declarou sexista em relação a Miss Piggy e Camilla the Chicken são tratadas e ao comportamento de Animal com mulheres.

## Reconhecimento
Sendo considerado um dos melhores filmes de 1979 com o passar do tempo adquiriu status de cult.[carece de fontes?] E em 2009, foi selecionado para preservação no National Film Registry pela Biblioteca do Congresso por ser "cultural, histórica ou esteticamente significativa". é um dos filmes de estrada mais bem aclamados no Rotten Tomatoes. O Rotten Tomatoes também o colocou na lista dos "50 essenciais filmes infantis".
Listas do American Film Institute

- Os 100 anos da AFI ... 100 gargalhadas[41]
- 100 anos da AFI ... 100 músicas :
  - " Raimbow connection" - nº 74[42]
- Os maiores musicais de filmes da AFI - nomeado [43]

### Prêmios e indicações
Oscar 1980 - Indicado nas categorias de melhor canção original pela música "Rainbow Connection" e melhor trilha sonora original.
• Golden Globe Awards 1980 -  indicado na categoria de "Melhor canção original".
• 22º Annual Grammy Awards (1980) - ganhou o prêmio de "Melhor álbum infantil" e indicado na categoria de "Melhor trilha sonora para mídia visual".
• Saturn Awards 1980 - ganhador do prêmio de "Melhor filme de fantasia".